# U-12 야구 월드컵
U-12 야구 월드컵 대회(WBSC U-12 Baseball World Cup)는 12세 이하 선수들이 겨루는 국제 야구 대회다. 세계 야구 소프트볼 연맹이 주관하는 이 대회는 2011년부터 개최되기 시작했다. 2019년 대만이 타이난 지역에 대규모 리틀야구장 및 소프트볼구장 단지를 만들어 독점으로 개최하려는 대회이다.

## 역대 대회 결과
| 회수 | 연도   | 개최국          | 우승          | 준우승        | 3위           |
| ---- | ------ | --------------- | ------------- | ------------- | ------------- |
| 1회  | 2011년 | 타이완 타이베이 | 중화 타이베이 | 쿠바          | 베네수엘라    |
| 2회  | 2013년 | 타이완 타이베이 | 미국          | 중화 타이베이 | 일본          |
| 3회  | 2015년 | 타이완 타이난   | 미국          | 중화 타이베이 | 니카라과      |
| 4회  | 2017년 | 타이완 타이난   | 미국          | 중화 타이베이 | 멕시코        |
| 5회  | 2019년 | 타이완 타이난   | 중화 타이베이 | 일본          | 쿠바          |
| 6회  | 2022년 | 타이완 타이난   | 미국          | 베네수엘라    | 중화 타이베이 |
| 7회  | 2023년 | 타이완 타이난   | 미국          | 중화 타이베이 | 베네수엘라    |
| 8회  | 2025년 | 타이완 타이난   | 미국          | 일본          | 대한민국      |

## 같이 보기
- 리틀 야구 월드 시리즈